# Robar
 (janvier 2009).
United States Robar Companies Inc est une entreprise américaine spécialisée dans la fabrication de fusils de précision et basée à Phoenix dans l'Arizona. La société modifie également des armes de poings comme des pistolets.

## Modèles
- SR-60
- SR-90
- QR-2 et QR-2F
- RC-50 et RC-50F
- Thunder Ranch

## Utilisateurs
Les fusils Robar sont très prisés des tireurs sportifs, notamment pour les grandes compétitions puisque leur système de personnalisation permet à chaque tireur d'adapter son arme à ses préférences. 
De même les tireurs de précision de certains groupes d'interventions aux États-Unis comme le SWAT de Los Angeles posséderont des SR-60 produits par Robar. À cela s'ajoutent des utilisateurs militaires, le RC-50 anti-matériel sera ainsi utilisé lors de la première guerre du Golfe par les forces spéciales américaines. 
Le RC-50 est également aligné par le SAS australien et zélandais, les forces spéciales malaisiennes,...

## Source
- A.E. HARTINK, L'Encyclopédie des fusils et carabines, Succès du livre, 2002.